# Landschaftsschutzgebiet Siek nordwestlich Gut Volkhausen
Das Landschaftsschutzgebiet Siek nordwestlich Gut Volkhausen mit etwa 2,5 Hektar Flächengröße liegt im Stadtgebiet Bad Salzuflen. Es wurde 2004 mit dem Landschaftsplan „Bad Salzuflen“ durch den Kreistag des Kreises Lippe als Landschaftsschutzgebiet (LSG) ausgewiesen.

## Beschreibung
Das Landschaftsschutzgebiet liegt nordöstlich von Retzen beim Gut Volkhausen. Das LSG umfasst ein 400 m langes und etwa 30 m breites kerbförmiges Bachtal. Ein Großteil des LSG wird von einem Bach-Erlen-Eschenwald eingenommen, teilweise ist dieser Bereich von Pappeln überstellt. Auf den Hangstufen stehen ehemals als Niederwald genutzte Hainbuchenbestände. Im Talgrund liegt eine kleine Waldbinsenwiese. Der Landschaftsplan weist auf die Belastung des Bachtals durch Müllablagerungen hin.
Der Landschaftsplan führt zum LSG aus: „Das weitgehend von Gehölzen eingenommenen Siek hat eine hohe Bedeutung als Refugial- und Vernetzungsbiotop in der Agrarlandschaft.“

## Schutzzwecke für das LSG
Laut Landschaftsplan erfolgte die Ausweisung des LSG:
- „zur Erhaltung und Wiederherstellung der Leistungsfähigkeit des Naturhaushaltes in ökologisch besonders wertvoll strukturierten Bereichen mit Wasser-, Klima- und Biotopschutzfunktionen,“
- „zur Erhaltung und Wiederherstellung von Quellbereichen und naturnahen Fließgewässern, Wald- und Grünlandbereichen unterschiedlicher Feuchtestufen, Feldgehölzen, Hecken und Obstwiesen,“
- „zur Erhaltung morphologisch ausgeprägter Bereiche zur Sicherung der landschaftlichen Eigenart und Vielfalt für die Erholung,“
- „zur Erhaltung wertvoller Biotopkomplexe aus Wald-Grünlandbereichen, Fließgewässern und Quellen sowie Biotopen nach § 62 LG mit wichtigen Refugial-, Puffer-, Trittstein- und Vernetzungsfunktionen,“
- „zur Erhaltung und Wiederherstellung wichtiger Rückzugsräume für die bedrohte Tier- und Pflanzenwelt,“
- „zur Sicherung der das Orts- und Landschaftsbild gliedernden und belebenden und die dörflichen Siedlungsstrukturen prägenden Freiraumelemente.“[1]

## Rechtliche Vorschriften
Im Landschaftsschutzgebiet ist unter anderem das Errichten bzw. Anlegen von Bauten und Fischteichen verboten. Grün- und Brachland darf nicht in eine andere Nutzungsart umgewandelt oder umgebrochen werden. Es ist ferner verboten Hunde frei laufen zu lassen. Vom Verbot ist Hundeeinsatz bei der ordnungsgemäßen Jagd, auf Hof- und Gartenbereichen und der Einsatz von Hütehunden ausgenommen.